# Danza sportiva ai Giochi mondiali 2022 - Rock'n'Roll
La gara di danza sportiva Rock'n'Roll ai Giochi mondiali 2022 si è svolta dal 7 all'8 luglio 2022 a Birmingham.

## Risultati

### Qualificazioni
| Rank | Atleta                                                | Punteggio |
| ---- | ----------------------------------------------------- | --------- |
| 1    | Michelle Uhl & Tobias Bludau                          | 76.44     |
| 2    | Anna Sturm & Matthias Feichtinger                     | 74.22     |
| 3    | Marie Dvorakova & Jiri Jakubec                        | 71.71     |
| 4    | Noemi Kuran-Pellegatta & Nicolas Kuran-Pellegatta     | 68.25     |
| 5    | Gaja Malovrh & Jaka Juznic                            | 67.25     |
| 6    | Emmie Delatorre & Guillaume Cabirol                   | 65.23     |
| 7    | Francesca Marletta & Simone Cavalera                  | 63.65     |
| 8    | Fanni Czetl & Daniel Banhidi                          | 61.57     |
| 9    | Natalia Kregiel & Bartosz Szpulecki                   | 60.61     |
| 10   | Marie Peters & Benedikt Andres                        | 54.14     |
| 11   | Iva Jurec & Leonardo Kolenc                           | 48.66     |
| 12   | Maddison Costello & Finian Patrik Casey               | 40.46     |
| 13   | Monserrat Ramirez Martinez & Adan David Vergara Ramos | -7.21     |

### Ripescaggio
| Rank | Atleta                                                | Punteggio | Note |
| ---- | ----------------------------------------------------- | --------- | ---- |
| 1    | Fanni Czetl & Daniel Banhidi                          | 65.12     | Q    |
| 2    | Natalia Kregiel & Bartosz Szpulecki                   | 63.91     | Q    |
| 3    | Francesca Marletta & Simone Cavalera                  | 62.17     | Q    |
| 4    | Marie Peters & Benedikt Andres                        | 60.14     | Q    |
| 5    | Iva Jurec & Leonardo Kolenc                           | 50.53     | Q    |
| 6    | Maddison Costello & Finian Patrik Casey               | 37.56     | Q    |
| 7    | Monserrat Ramirez Martinez & Adan David Vergara Ramos | -40.08    |      |

### Semifinale
| Rank | Atleta                                            | Punteggio | Note |
| ---- | ------------------------------------------------- | --------- | ---- |
| 1    | Michelle Uhl & Tobias Bludau                      | 97.58     | Q    |
| 2    | Anna Sturm & Matthias Feichtinger                 | 95.14     | Q    |
| 3    | Noemi Kuran-Pellegatta & Nicolas Kuran-Pellegatta | 93.38     | Q    |
| 4    | Francesca Marletta & Simone Cavalera              | 85.74     | Q    |
| 5    | Marie Dvorakova & Jiri Jakubec                    | 84.00     | Q    |
| 6    | Emmie Delatorre & Guillaume Cabirol               | 81.55     | Q    |
| 7    | Gaja Malovrh & Jaka Juznic                        | 70.37     |      |
| 8    | Fanni Czetl & Daniel Banhidi                      | 70.35     |      |
| 9    | Marie Peters & Benedikt Andres                    | 67.59     |      |
| 10   | Iva Jurec & Leonardo Kolenc                       | 51.50     |      |
| 11   | Maddison Costello & Finian Patrik Casey           | 47.85     |      |
| 12   | Natalia Kregiel & Bartosz Szpulecki               | 32.67     |      |

### Finale
| Rank | Atleta                                            | FT    | A     | FA    | Punteggio Totale | Note |
| ---- | ------------------------------------------------- | ----- | ----- | ----- | ---------------- | ---- |
| 1    | Michelle Uhl & Tobias Bludau                      | 22.18 | 57.52 | 22.68 | 102.38           |      |
| 2    | Noemi Kuran-Pellegatta & Nicolas Kuran-Pellegatta | 22.29 | 55.36 | 21.30 | 98.95            |      |
| 3    | Anna Sturm & Matthias Feichtinger                 | 19.79 | 52.03 | 21.13 | 92.95            |      |
| 4    | Marie Dvorakova & Jiri Jakubec                    | 13.52 | 57.95 | 20.08 | 91.55            |      |
| 5    | Emmie Delatorre & Guillaume Cabirol               | 19.09 | 46.42 | 16.25 | 81.76            |      |
| 6    | Francesca Marletta & Simone Cavalera              | 15.74 | 50.87 | 9.71  | 76.32            |      |